# ボールトンポール P.71A

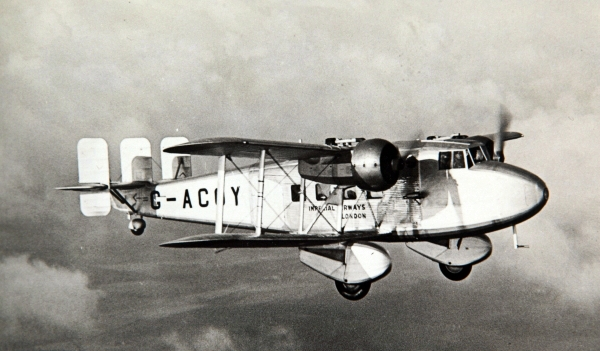
Boulton Paul P.71A

ボールトンポール P.71A （Boulton & Paul P.71A）は1930年代のイギリスの双発の金属製複葉の郵便機・旅客機である。ボールトンポール P.64の後継機で2機が製作され、インペリアル航空で運用された。
インペリアル航空の要求に対して試作したボールトンポール P.64郵便機は高価であることなど採用されず試作機も事故で失われた。より軽量で、細身の胴体にし全長を延長したP.71Aが開発された。エンジンはアームストロング ジャガー IVA空冷エンジンが搭載された。2機がインペリアル航空に引き渡され、1935年から運用されたが、郵便機としては使われず、座席が取り外せる13座席のVIP用の旅客機として使われることもあったが、1936年までに2機とも事故で失われた。

## 各機の履歴
- G-ACOX
  - Boadiceaと命名された。1936年9月25日にクレードンからパリへの郵便飛行中にドーバー海峡で墜落し2名の乗員も死亡した。
- G-ACOY
  - Britomartと命名された。1935年10月25日に着陸時の事故で修理不能の損傷をうけた。

## 仕様
- 全長： 13.47 m
- 全幅： 16.46 m
- 全高： 4.63 m
- 空虚重量： 2,772 kg
- 総重量： 4,318 kg

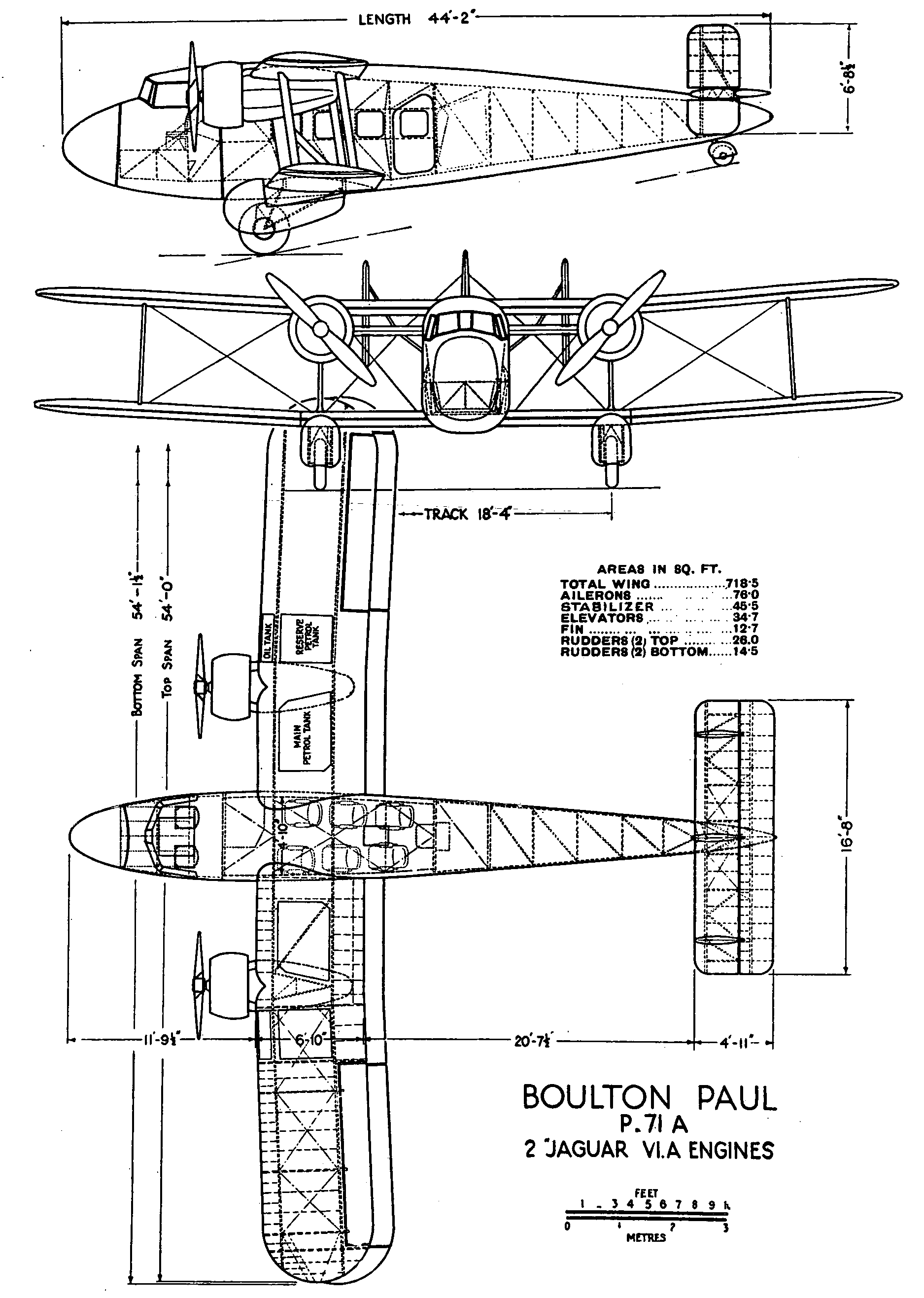
P.71A

- エンジン：  2 ×Armstrong Siddeley Jaguar VIA radial engine, 490 hp
- 最高速度：314 km/h
- 巡航速度: 242 km/h
- 巡航高度：6,400 m
- 航続距離：966 km